# Cálculo umbral
Em matemática, costumava-se utilizar o termo cálculo umbral em referência a surpreendentes similaridades entre equações polinomiais e certas técnicas empíricas utilizadas para 'demonstrá-las'. Tais técnicas foram apresentadas por John Blissard em 1861, sendo por vezes chamadas de método simbólico de Blissard. São eventualmente atribuídas a Édouard Lucas ou James Joseph Sylvester, que usaram estas técnicas extensivamente.
Nas décadas de 1930 e 1940, Eric Temple Bell esforçou-se por estabelecer uma justificativa matemática rigorosa para o cálculo umbral, sem lograr êxito completo.
Na década de 1970, Steven Roman, Gian-Carlo Rota e outros matemáticos desenvolveram um arcabouço teórico para o justificar o cálculo umbral através de formas lineares em espaços de polinômios. Atualmente, por  cálculo umbral entende-se principalmente o método de estudo de sequências de Sheffer, aí incluídas as sequências polinomiais do tipo binomial, assim como sequências de Appell.